# 2020年夏季奧林匹克運動會衝浪比賽
2020年夏季奧林匹克運動會衝浪比賽，是因2019冠狀病毒病疫情而延期至2021年舉行的第32屆夏季奧林匹克運動會的其中一個比賽項目，原定於2021年7月25日至28日在日本千葉縣釣崎海岸衝浪沙灘進行，后因天气原因提前一天结束。該項目於2015年9月28日確認被列入2020年奧運新增項目候選名單，2016年8月3日正式成為2020年奧運新增的五項運動之一，無法保證它的續辦性。然而，衝浪已獲得國際奧林匹克委員會的臨時批准，可納入2024年夏季奧林匹克運動會。衝浪項目共分為兩個小項，分別是男子短板和女子短板。

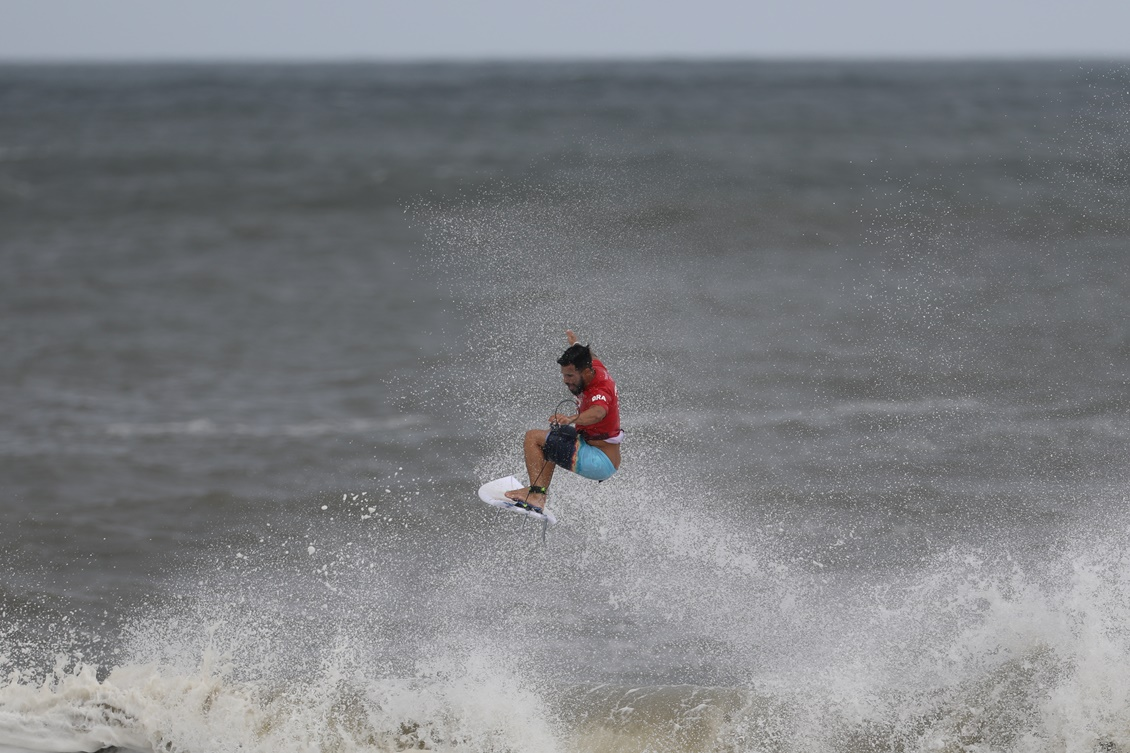
男子短板金牌得主伊塔洛·費利拿

## 參賽資格
每个国家/地区奥委会在每个小项上最多可派出2名选手参赛（如果世界冲浪联赛席位依照该规则未能全部分配，部分国家/地区奥委会可能在会相应小项上获得第三个席位）。运动员欲获得参赛资格必须符合奥林匹克宪章。
| 资格来源                                                   | 出线资格             | 出线名额                         | 男子                                                                 | 女子                                                     | 备注 |
| ---------------------------------------------------------- | -------------------- | -------------------------------- | -------------------------------------------------------------------- | -------------------------------------------------------- | --- |
| 主辦國 · 2013年9月7日 · 阿根廷布宜諾斯艾利斯               | 不適用               | 0個男子參賽名額 0個女子參賽名額  | —                                                                    | —                                                        | 如果主办国未能通过其他途径获得对应小项席位，该国可在资格赛全部结束后自动在该小项上获得一个席位。 空出的主办国名额会按照2021年世界冲浪运动会对应性别短板项目的排名递补。                                                                                   |
| 2019年世界冲浪联赛 2019年4月3日至12月20日 各地             | 男子前10名 女子前8名 | 10個男子參賽名額 8個女子參賽名額 | 巴西 · 巴西 · 南非[a] · 美国 · 日本 · 美国 · 法国 · 法国 · 意大利[a] | 美国 · 美国 · 巴西 · 法国 · 哥斯达黎加 · 巴西            | 空出的名额会按照排名递补。 |
| 2019年泛美運動會 · 2019年7月26日至8月11日 · 秘魯利馬       | 首名                 | 1個男子參賽名額 1個女子參賽名額  | 阿根廷                                                               | 厄瓜多尔                                                 | 2021年世界冲浪运动会结束后，在对应小项大洲资格赛中排名最高的未满额国家/地区奥委会会获得一个名额。 空出的名额会按照排名递补。 |
| 2019年世界冲浪运动会 · 2019年9月7日至15日 · 日本宮崎市     | 非洲区首名           | 1個男子參賽名額 1個女子參賽名額  | 摩洛哥                                                               | 南非                                                     | 2021年世界冲浪运动会结束后，在对应小项大洲资格赛中排名最高的未满额国家/地区奥委会会获得一个名额。 空出的名额会按照同一赛事排名递补给同一大洲区的国家/地区奥委会。 如果同一大洲区无法再分配名额，则按照同一赛事的排名递补分配给不同大洲的国家/地区奥委会。 |
| 2019年世界冲浪运动会 · 2019年9月7日至15日 · 日本宮崎市     | 亚洲区首名           | 1個男子參賽名額 1個女子參賽名額  | 印度尼西亚                                                           | 秘鲁[b]                                                  | 2021年世界冲浪运动会结束后，在对应小项大洲资格赛中排名最高的未满额国家/地区奥委会会获得一个名额。 空出的名额会按照同一赛事排名递补给同一大洲区的国家/地区奥委会。 如果同一大洲区无法再分配名额，则按照同一赛事的排名递补分配给不同大洲的国家/地区奥委会。 |
| 2019年世界冲浪运动会 · 2019年9月7日至15日 · 日本宮崎市     | 欧洲区首名           | 1個男子參賽名額 1個女子參賽名額  | 葡萄牙[d] · 哥斯达黎加[d]                                            | 以色列                                                   | 2021年世界冲浪运动会结束后，在对应小项大洲资格赛中排名最高的未满额国家/地区奥委会会获得一个名额。 空出的名额会按照同一赛事排名递补给同一大洲区的国家/地区奥委会。 如果同一大洲区无法再分配名额，则按照同一赛事的排名递补分配给不同大洲的国家/地区奥委会。 |
| 2019年世界冲浪运动会 · 2019年9月7日至15日 · 日本宮崎市     | 大洋洲区首名         | 1個男子參賽名額 1個女子參賽名額  | 新西兰                                                               | 新西兰                                                   | 2021年世界冲浪运动会结束后，在对应小项大洲资格赛中排名最高的未满额国家/地区奥委会会获得一个名额。 空出的名额会按照同一赛事排名递补给同一大洲区的国家/地区奥委会。 如果同一大洲区无法再分配名额，则按照同一赛事的排名递补分配给不同大洲的国家/地区奥委会。 |
| 2021年世界冲浪运动会 · 2021年5月29日至6月6日[c] · 薩爾瓦多 | 男子前5名 女子前7名  | 5個男子參賽名額 7個女子參賽名額  | 智利 · 德国 · 日本 · 秘鲁 · 秘鲁                                     | 哥斯达黎加 · 法国 · 日本 · 日本 · 秘鲁 · 葡萄牙 · 葡萄牙 | 空出的名额会按照排名递补。 |
| 總數                                                       |                      |                                  | 20                                                                   | 20                                                       | |

- a  原本通过2019年世界冲浪联赛获得资格的南非选手Jordy Smith因伤无法参赛，空出的位置由意大利选手Leonardo Fioravanti递补[8]。
- b  亚洲区无可分配的女子名额。空出的名额依据2019年世界冲浪运动会总排名重新分配。
- c  受2019冠状病毒病疫情影响，國際衝浪協會决定将原定于2020年5月9日至17日进行的2020年世界冲浪运动会推迟至2021年5月举行[9]。
- d  原本获得奥运资格的葡萄牙选手Frederico Morais因2019冠状病毒病检测呈阳性而失去资格，空出的名额由哥斯达黎加选手Carlos Muñoz Herrera递补获得[10]。

## 赛程
冲浪项目原定于2021年7月28日结束，然而受强风天气影响，主办方决定将所有28日进行的比赛提前至27日进行，以下是冲浪项目的具体赛程安排：
| 日期          | 时间  | 项目           |
| ------------- | ----- | -------------- |
| 2021年7月25日 | 7:00  | 男子短板第1轮  |
| 2021年7月25日 | 10:20 | 女子短板第1轮  |
| 2021年7月25日 | 13:40 | 男子短板第2轮  |
| 2021年7月25日 | 15:00 | 女子短板第2轮  |
| 2021年7月26日 | 7:00  | 女子短板第3轮  |
| 2021年7月26日 | 13:18 | 男子短板第3轮  |
| 2021年7月27日 | 7:00  | 男子短板       |
| 2021年7月27日 | 9:24  | 女子短板       |
| 2021年7月27日 | 11:48 | 男子短板半决赛 |
| 2021年7月27日 | 13:00 | 女子短板半决赛 |
| 2021年7月27日 | 14:16 | 男子短板奖牌赛 |
| 2021年7月27日 | 15:01 | 女子短板奖牌赛 |

## 獎牌榜
*   主办国家/地区（日本）
| 排名                     | 国家 / 地区              | 金牌 | 銀牌 | 銅牌 | 总计 |
| ------------------------ | ------------------------ | ---- | ---- | ---- | ---- |
| 1                        | 巴西（BRA）              | 1    | 0    | 0    | 1    |
| 1                        | 美国（USA）              | 1    | 0    | 0    | 1    |
| 3                        | 日本（JPN）*             | 0    | 1    | 1    | 2    |
| 4                        | 南非（RSA）              | 0    | 1    | 0    | 1    |
| 5                        | （AUS）                  | 0    | 0    | 1    | 1    |
| 总计（共5个国家 / 地区） | 总计（共5个国家 / 地区） | 2    | 2    | 2    | 6    |

## 獎牌得主
| 項目              | 金牌                        | 银牌                          | 铜牌                     |
| 男子短板 （詳細） | 伊塔洛·费雷拉 · 巴西（BRA） | 五十岚卡诺亚 · 日本（JPN）    | 欧文·赖特 · （AUS）      |
| 女子短板 （詳細） | 卡丽莎·穆尔 · 美国（USA）   | 比安卡·比滕道格 · 南非（RSA） | 都筑有梦路 · 日本（JPN） |

## 外部連結
- (PDF). （原始内容 (PDF)存档于2021-10-09）.